# Carnamah Shire
Koordinaten: 29° 41′ S, 115° 53′ O

Das Shire of Carnamah ist ein lokales Verwaltungsgebiet (LGA) im australischen Bundesstaat Western Australia. Das Gebiet ist 2876 km² groß und hat etwa 550 Einwohner.
Carnamah liegt im Westen des Staates an der australischen Westküste etwa 250 Kilometer nördlich der Hauptstadt Perth. Der Sitz des Shire Councils befindet sich in der Ortschaft Carnamah, wo etwa 300 Einwohner leben (2016).

## Verwaltung
Der Carnamah Council hat sieben Mitglieder. Sie werden von allen Bewohnern des Shires gewählt. Carnamah ist nicht in Bezirke unterteilt. Aus dem Kreis der Councillor rekrutiert sich auch der Vorsitzende des Councils (Shire President).